# Tovariševo
Tovariševo (ćir.: Товаришево, mađ.: Bácstóváros, njem.: Tovarisch) je naselje u općini Bačka Palanka u Južnobačkom okrugu u Vojvodini.

## Stanovništvo
Prema popisu stanovništva iz 2002. godine u Tovariševu živi 3.102 stanovnika,  od toga 2.456 punoljetnih stanovnika, a prosječna starost stanovništva iznosi 40,6 godina (39,2 kod muškaraca i 41,9 kod žena). U naselju ima 1.039 domaćinstava, a prosječan broj članova po domaćinstvu je 2,99.
Prema popisu stanovništva iz 1991. godine u naselju je živjelo 3.043 stanovnika.
| Etnički sastav 2002. |            |        |
| Narod                | Stanovnika | %      |
| Srbi                 | 2.538      | 83,26% |
| Romi                 | 278        | 8,96%  |
| Jugoslaveni          | 51         | 1,64%  |
| Mađari               | 40         | 1,28%  |
| Slovaci              | 37         | 1,19%  |
| Hrvati               | 31         | 0,99%  |
| Makedonci            | 5          | 0,16%  |
| Muslimani            | 4          | 0,12%  |
| Crnogorci            | 4          | 0,12%  |
| ostali               | 11         | 0,33%  |
| nepoznato            | 29         | 0,93%  |

| broj stanovnika | 3639  | 3755  | 3581  | 3381  | 3297  | 3043  | 3102  |
|                 | 1948. | 1953. | 1961. | 1971. | 1981. | 1991. | 2001. |

## Galerija
- Toranj Katoličke crkve
- Katolička crkva

## Vanjske poveznice
- Karte, udaljenosti vremenska prognoza  Arhivirana inačica izvorne stranice od 24. veljače 2009. (Wayback Machine)
- Satelitska snimka naselja  Arhivirana inačica izvorne stranice od 9. ožujka 2021. (Wayback Machine)
- Službene stranica naselja Tovarisevo
- Internet prezentacija FK Vojvodina Tovarisevo